# Episodi di Prima o poi divorzio! (quarta stagione)
La quarta stagione della serie televisiva Prima o poi divorzio!, composta da 24 episodi, è andata in onda negli Stati Uniti d'America dal 22 settembre 2003 al 24 maggio 2004 sul canale CBS.
In Italia è andata in onda dal 25 luglio 2006 al 9 agosto 2006 su Italia 1.
| nº | Titolo originale           | Titolo italiano             | Prima TV USA      | Prima TV Italia |
| -- | -------------------------- | --------------------------- | ----------------- | --------------- |
| 1  | Natural Born Delinquents   | Delinquenti nati            | 22 settembre 2003 | 26 luglio 2006  |
| 2  | Hooked on Comics           | Pazzo per i fumetti         | 29 settembre 2003 |                 |
| 3  | Spare Parts                | I pezzi di ricambio         | 6 ottobre 2003    |                 |
| 4  | Speed Dating               | Appuntamenti lampo          | 13 ottobre 2003   |                 |
| 5  | Big Brother-in-Law         | Una grande opportunità      | 20 ottobre 2003   |                 |
| 6  | Dominic's Buddy            | Il migliore amico           | 27 ottobre 2003   |                 |
| 7  | Legoland                   | Un papà divertente          | 3 novembre 2003   |                 |
| 8  | The Day of the Dolphin     | Il giorno del delfino       | 10 novembre 2003  |                 |
| 9  | Jimmy and Chuck            | Una guardia speciale*       | 17 novembre 2003  |                 |
| 10 | A Bunch of Ice Holes       | Figlio acquisito            | 24 novembre 2003  |                 |
| 11 | Pimpin' Ain't Easy         | Moglie in prestito          | 15 dicembre 2003  |                 |
| 12 | Who Done It?               | Caccia al colpevole         | 5 gennaio 2004    |                 |
| 13 | Greg Needs a Friend        | Il festival del jazz        | 12 gennaio 2004   |                 |
| 14 | Big Jimmy Babysits         | Babysitter                  | 2 febbraio 2004   |                 |
| 15 | Mama Said Knock You Out    | Vendetta sul ring           | 9 febbraio 2004   |                 |
| 16 | Dead Aunt, Dead Aunt...    | Piccoli equivoci            | 16 febbraio 2004  |                 |
| 17 | Greg and Jimmy's Criminals | Programma di riabilitazione | 23 febbraio 2004  |                 |
| 18 | The Owner's Suite          | La tribuna d'onore          | 1º marzo 2004     |                 |
| 19 | The Premiere               | Il giorno della prima       | 22 marzo 2004     |                 |
| 20 | Kim and Gordon             | Il caminetto                | 19 aprile 2004    |                 |
| 21 | A List Before Dying        | La lista dei desideri       | 3 maggio 2004     |                 |
| 22 | Couples Therapy            | Terapia di coppia           | 10 maggio 2004    |                 |
| 23 | Shirley Cooks with Love    | Ripensamenti                | 17 maggio 2004    |                 |
| 24 | Living with Savitsky       | Un uomo solo                | 24 maggio 2004    | 9 agosto 2006   |

- In questo episodio appare come guest star Chuck Norris.